# Radio-Télévision nationale congolaise
La Radio-Télévision nationale congolaise (RTNC) est l'entreprise publique de radio et télévision en République démocratique du Congo. Son siège social est situé à Kinshasa, commune de Lingwala.

## Historique
Radio Congo Belge (RCB) est créée en 1940 par le gouvernement général du Congo belge.
Après l’accession du pays à l’Indépendance, la Radio du Congo Belge (RCB) devient la Radiodiffusion Nationale Congolaise (RNC). En 1981, elle prend le nom de « Office zaïrois de radiodiffusion et de télévision (OZRT) » à l'époque du Zaïre, elle était d'ailleurs la seule agence zaïroise à diffuser sur les ondes hertziennes depuis la loi de 1972. Depuis la libéralisation politique des années 1990, d'autres compagnies privées diffusent de l'audiovisuel.
Elle a pris son nom actuel le 17 mai 1997, à la suite de l'arrivée au pouvoir de l'AFDL, le parti de Laurent-Désiré Kabila.

## Activités

### Radio
- RTNC Chaîne nationale
- RTNC Kinshasa
- RTNC Bandundu
- RTNC Bukavu
- RTNC Goma
- RTNC Kat (Lubumbashi)
- RTNC Kindu
- RTNC Kisangani
- RTNC MbujiMayi
- RTNC Mbandaka

### Télévision
La RTNC couvre 70 % du territoire congolais et opère deux chaînes de télévision :
- RTNC1 : chaîne généraliste à couverture nationale ;
- RTNC2 : chaîne publique commerciale provinciale et de divertissement à Kinshasa.

Le 22 septembre 2000, le ministre de la communication Dominique Sakombi Inongo, agissant au nom du gouvernement de Laurent-Désiré Kabila, confisqua deux chaînes de télévision privées, RTKM et Canal Kin Télévision, qu'il rebaptisa le 30 octobre RTNC3 et RTNC4, faisant ainsi de l'État congolais le plus grand promoteur du secteur de l'audiovisuel. Il justifia sa décision, en ce qui concerne RTKM, par le fait que « les fonds ayant servi à l'acquisition des équipements provenaient du Trésor public ». Aucune preuve n'a été apportée pour étayer ces accusations. Quant à Canal Kin, elle payait le fait que son promoteur, Jean-Pierre Bemba, était devenu chef rebelle. Ces chaînes furent rendues à leur propriétaire fin 2001.